# Reidar Thommessen
Reidar Thommessen (född 7 juni 1889 i Stavern, död 14 april 1986 i Oslo) var en norsk kompositör och pianist som kallades "Valskungern" på grund av sina många populära valser. Han skrev även musiken till flera norska filmer.
Han är mest känd för "Måneskinnsvalsen" (även kallad "Var det en drøm?" eller "Husker du dengang?"), med text av Magnus Brostrup Landstad (1876–1956) (sonson till den kände norske psalmdiktaren Magnus Brostrup Landstad). Den skrevs 1912 men slog igenom i Norge först efter att den blivit populär i Danmark och Sverige. Den är än i dag väldigt omtyckt i Norge och var bl.a. signaturmelodi till det musikaliska tv-programmet "Husker du?", som gick på NRK i 130 avsnitt mellan 1971 och 1985. Den förekommer även i de norska filmerna Støv på hjernen (1959) och Hurra for Andersens (1966).
Sångens första genombrott kom i Danmark 1917, där den sjöngs på Tivolis sommarrevy av Kiss Andersen (även känd som Kiss Gregers) och hette "Den slemme maane", med text av Carl Arctander och Carl Th. Dreyer (innan Dreyer blev filmregissör). Medan den norska texten är en ren kärlekstext, så är den danska revyversionen lite vågad.
Sången vandrade sedan från Danmark till Sverige 1919, där kuplettförfattaren Karl-Ewert Christenson anpassade den danska texten till svenska och översatte titeln till "Den farliga månen". Den lanserades i Karl-Ewerts och Karl Gerhards sommarrevy på Folkteatern i Stockholm 1919: ”Chauffeur – Folkteatern” - den revy som blev Karl-Gerhards stora genombrott. Den svenska versionen har spelats in ett flertal gånger av olika artister, bland andra  Gustav Fonandern, och den förekommer även instrumentalt i filmen Eviga länkar från 1946.
När Thommessen inte komponerade arbetade han som populär kapellmästare och pianist på olika restauranger i Oslo-området. Hans sista arbetsplats var Theatercaféen i Oslo, där han från 1974 fram till sin död satt vid pianot på eftermiddagarna och ledde sin Café-orkester på kvällarna.

## Filmmusik (urval)
- 1929 – Laila
- 1932 – Fantegutten